# Мурата, Цунэёси
Мурата, Цунэёси (村田 経 芳, Мурата Цунэёси?) (30 июля 1838 года — 9 февраля 1921 года) — самурай, ставший генералом императорской армии Японии в эпоху Мэйдзи. Он сконструировал винтовку, бывшую стандартным оружием японской армии с 1880 по 1900 год.

## Биография
Мурата родился в Кагосиме и являлся сыном Мураты Рансая Цуненори, самурая, служащего в княжестве Сацума. Очень хороший стрелок, он участвовал в Войне Босин 1868-69 годов. В 1871 году он получил звание младшего лейтенанта в новой имперской армии. В 1875 году он посетил Францию, Германию, Швецию и другие страны для изучения артиллерийской техники и вооружения. По возвращении он был повышен до звания майора и стал инструктором в Военной академии Тояма. В 1880 году он участвовал в разработке первой винтовки японского производства, которая была принята армией на вооружение под названием «Тип 13» но более известна ныне как винтовка Мурата. Позднее он возвращается в Европу и продолжает совершенствовать свое творение. В 1890 году он вошел в Палату пэров по императорскому решению. В октябре того же года он стал генерал-майором, а затем перешёл в резерв. В 1896 году он получил титул барона (дансяку) по системе дворянства Кадзоку за свои заслуги во время войны Босин и Сацумского восстания в 1877 году.
Он также разработал меч — гунто (Kyū guntō, старый меч), при производстве которого использовался не японский, а западный металл и который широко использовался во время первой китайско-японской и русско-японской войны.
Мурата умер в 1921 году от болезни печени. Он похоронен на кладбище Янака в Токио.